# Søren Poppel
Søren Poppel (født 23. november 1963, død 12. juni 2025) var en dansk skuespiller, uddannet fra Skuespillerskolen ved Odense Teater i 1998. 
Privat dannede han par med Trine Appel.

## Filmografi
- En kærlighedshistorie (2001)
- Rembrandt (2003)
- Kongekabale (2004)
- De fortabte sjæles ø (2007)
- Lille soldat (2008)
- Vølvens forbandelse (2009)
- Hundeliv (2016)
- Kill Skills (2016)

### Tv-serier
- Strisser på Samsø (1997-1998)
- Rejseholdet (2000-2003)
- Skjulte spor (2000)
- Forestillinger (2007)
- Forbrydelsen (2009)
- Lulu & Leon (2009)